# Peripentadenia phelpsii
Peripentadenia es un género monotípico de plantas  perteneciente a la familia Elaeocarpaceae. Su única especie: Peripentadenia phelpsii, es originaria de Queensland en Australia.

## Taxonomía
Peripentadenia phelpsii fue descrita por B.Hyland & Coode  y publicado en Kew Bulletin 36(4): 741. 1982.